# Ahrár aš-Šám
Ahrár aš-Šám (v překladu Islámské hnutí svobodných mužů Levanty) je koalice několika islamistických a saláfistických jednotek, které jsou spojeny do samostatné brigády s cílem bojovat proti syrské vládě vedené Bašárem Asadem. V červnu 2013 bylo součástí organizace Ahrár aš-Šám 10 000 až 20 000 bojovníků, což z ní dělalo, po Svobodné syrské armádě, druhou nejsilnější samostatnou jednotku bojující proti Bašáru Asadu. Ahrár aš-Šám je hlavní součástí Islámské fronty a koalice Džajš al-Fatah. Ahrár aš-Šám a Džajš al-Islám jsou hlavní skupiny rebelů podporované Tureckem a Saúdskou Arábií. Skupina si klade za cíl vytvořit islámský stát, řízený podle práva šaría. Ahrár aš-Šám je spojencem Fronty an-Nusrá, která je větví al-Káidy v Sýrii a provádí s ní společné operace. Sýrie, Spojené arabské emiráty, Rusko, Írán a Egypt prohlásili Ahrár aš-Šám za teroristickou organizaci. Někteří američtí činitelé ji údajně označují za teroristickou organizaci kvůli její údajné vazbě na al-Káidu. Na druhou stranu, několik evropských států započalo malá jednání v Turecku se členy Ahrár aš-Šámu.

## Historie

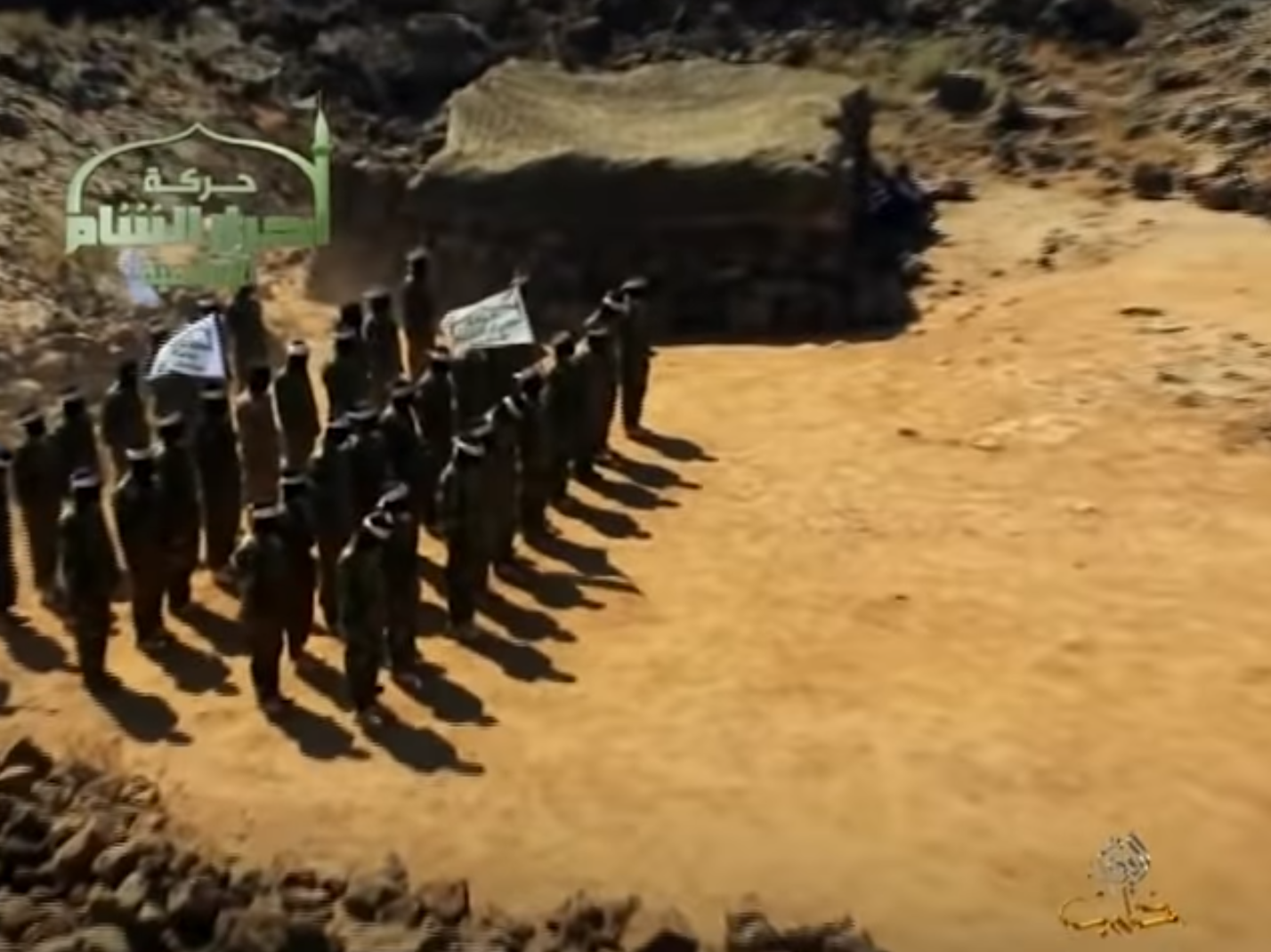
Přehlídka bojovníků Ahrár aš-Šámu

První brigáda Ahrár aš-Šámu byla zformována po egyptské revoluci, ale ještě před začátkem syrské revoluce v roce 2011. Většina zakladatelů Ahrár aš-Šámu byli islamističtí političtí vězni, kteří byli roky zadržováni ve věznici Sednaya až do března a května 2011, kdy byli propuštěni díky amnestii. V době založení organizace koncem roku 2011 se Ahrár aš-Šám skládala z přibližně 25 jednotek rebelů rozšířených napříč Sýrií. Od té doby se Ahrár aš-Šám rozrůstala, v červnu 2012 evidovaly internetové stránky organizace 50 jednotek a v polovině ledna 2013 se počet zvýšil na 83. Většina z těchto jednotek měla hlavní sídlo ve vesnicích v guvernátoru Idlib, ale mnoho dalších hlavních sídel se nacházelo v guvernátorech Hamá a Allepo.
Členové skupiny jsou islamisté. Ahrár aš-Šám spolupracuje se Svobodnou syrskou armádou a s ostatními sekulárními skupinami, avšak neudržuje vztahy s opoziční Syrskou národní radou. Ačkoli spolupracuje s ostatními skupinami, zachovává si svoje vlastní přísné a utajené vedení, které dostává finanční zdroje a podporu hlavně od dárců v Kuvajtu.
Díky podpoře od zahraničních podporovatelů a materiálu ukořistěnému od Syrských ozbrojených sil se z Ahrár aš-Šámu stala jedna z nejlépe vyzbrojených a nejsilnějších frakcí rebelů působící v občanské válce v Sýrii.

## Ideologie

Vlajka organizace se symbolem Islámské fronty

Skupina má syrské velení a zdůrazňuje, že její kampaň je omezená jen na Sýrii, ne pro globální džihád. Nicméně, podle amerických zpravodajských služeb, několik členů al-Káidy bylo po výkonu trestu podle syrské vlády schopných ovlivňovat činnost skupiny a nainstalovat agenty v rámci vyšších řad do organizace. Takové vazby nebyly zveřejněny až do ledna 2014, kdy jeden z bývalých vůdců Ahrár aš-Šámu, nyní již mrtvý Abú Chálid as-Súrí, uznal své dlouholeté členství v al-Káidě a současně uznal i svou roli zástupce velitele al-Káidy (Ajmana Zaváhirího) v Sýrii.
Ve své první zvukové nahrávce Ahrár aš-Šám uvedla, že jejím cílem je nahradit vládu Bašára Asada státním zřízením islámského státu. Skupina také popsala povstání jako džihád proti spiknutí Safíovců s cílem šířit ší'itský islám a vytvořit šíitské státy od Íránu, přes Irák a Sýrii, který by zasahoval až k Libanonu a Palestině. Ahrár aš-Šám uvedla, že své útoky míří pouze proti vládním silám a milicím a že některé své operace i zrušila kvůli obavě z civilních obětí. Organizace poskytuje humanitární pomoc a podporu místním komunitám.
Bývalý velitel Ahrár aš-Šámu Hassán Abúd prohlásil, že Ahrár aš-Šám bude spolupracovat s an-Nusrou a nebude s ní mít problém, dokud bude bojovat proti Bašáru Asadovi. Abúd také prohlásil, že Ahrár aš-Šám spolupracovala s Islámským státem v některých bitvách a že všechny bojující skupiny – ať už se jedná o Islámský stát, an-Nusru, Islámskou frontu, nebo o Svobodnou syrskou armádu – mají stejný cíl: vytvořit islámský stát. Navzájem je odlišují jen taktika, strategie a metody. Abúd poznamenal, že v Sýrii nejsou žádné sekulární bojující skupiny. Hassán Abúd odsoudil demokracii v interview pro stanici al-Džazíra. Uvedl, že demokracie je vláda lidí lidem, podle pravidel, které si lidé sami přejí. Dále prohlásil, že oni mají svůj dokonalý systém, jehož právo je Alláhovo.